# Hypsugo affinis
Hypsugo affinis — вид рукокрилих ссавців з родини лиликових.

## Таксономічна примітка
Таксон перенесено з Falsistrellus до Hypsugo.

## Поширення
Країни проживання: Індія, Непал, Шрі-Ланка, Китай, М'янма.

## Спосіб життя
Цей вид ночує невеликими колоніями по п'ять-шість особин в дахах будівель і щілинах, дуплах дерев, поблизу людських осель. Харчується дрібними комахами, які літають низько біля землі та помічені біля житла людини.